# 庙子沟蒙古族满族乡
庙子沟蒙古族满族乡，是中华人民共和国河北省承德市隆化县下辖的一个乡镇级行政单位。

## 行政区划
庙子沟蒙古族满族乡下辖以下地区：
庙子沟村、三间房村、十间房村、八家村、赵木匠沟村和东台子村。